# 6966 Vietoris
6966 Vietoris è un asteroide della fascia principale. Scoperto nel 1991, presenta un'orbita caratterizzata da un semiasse maggiore pari a 2,1620089 UA e da un'eccentricità di 0,1061673, inclinata di 2,91556° rispetto all'eclittica.